# Strassenbahn Stansstad–Stans
| Streckenlänge: | 3,47 km             |                                  |                                  |
| Spurweite: | 1000 mm (Meterspur) |                                  |                                  |
| Stromsystem: | 550 Volt =          |                                  |                                  |
| Maximale Neigung: | 10 ‰                |                                  |                                  |
| Minimaler Radius: | 50 m                |                                  |                                  |
| |                     |                                  |                                  |
| \| \| 0,00 \| Stansstad Schiffsstation \| 438 m ü. M. \| \| \| 1,80 \| Gerbi \| 442 m ü. M. \| \| \| 3,10 \| LSE-Bahn (ehem. StEB, 1898–1964) \| LSE-Bahn (ehem. StEB, 1898–1964) \| \| \| \| Stans Stanserhornbahn \| 454 m ü. M. \| \| \| 3,47 \| Stans Postplatz \| Stans Postplatz \| |                     |                                  |                                  |
| U-Bahn-Kopfbahnhof Streckenanfang (Strecke außer Betrieb) | 0,00                | Stansstad Schiffsstation         | 438 m ü. M.                      |
| U-Bahn-Dienststation / Betriebs- oder Güterbahnhof (Strecke außer Betrieb) | 1,80                | Gerbi                            | 442 m ü. M.                      |
| U-Bahn-Kreuzung mit Eisenbahn (Strecke geradeaus außer Betrieb) | 3,10                | LSE-Bahn (ehem. StEB, 1898–1964) | LSE-Bahn (ehem. StEB, 1898–1964) |
| U-Bahn-Bahnhof (Strecke außer Betrieb) |                     | Stans Stanserhornbahn            | 454 m ü. M.                      |
| U-Bahn-Kopfbahnhof Streckenende (Strecke außer Betrieb) | 3,47                | Stans Postplatz                  | Stans Postplatz                  |

Die Strassenbahn Stansstad–Stans, abgekürzt StSt, war eine elektrische, meterspurige Überlandstrassenbahn im Schweizer Kanton Nidwalden.

## Geschichte

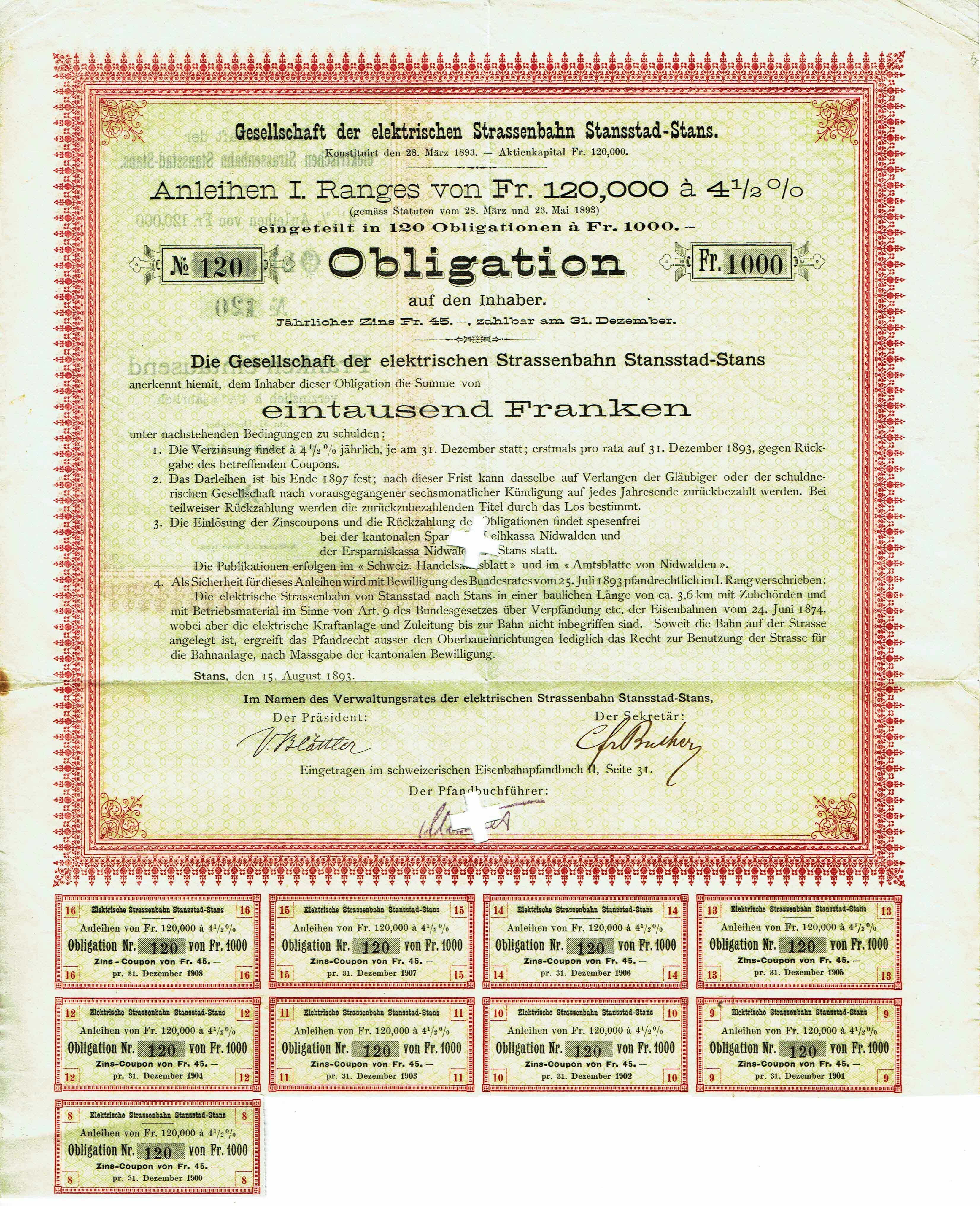
Anleihe über 1000 Franken der Gesellschaft der elektrischen Strassenbahn Stansstad-Stans vom 15. August 1893

1893 eröffnete die Stanserhorn-Bahn (SthB) ihren Betrieb. Der Erbauer dieser Bahn, Franz Josef Bucher, regte anschliessend den Bau einer Strassenbahn von Stansstad nach Stans an. Sie sollte eine Verbindung zwischen der Dampfschiff-Anlegestelle am Vierwaldstättersee und der Talstation der Standseilbahn herstellen. Die Strassenbahn nahm am 26. August 1893 ihren Betrieb auf und beförderte Ausflügler und Einheimische nach Stans. 
Als 1898 die meterspurige Stansstad–Engelberg-Bahn (StEB) von Stansstad über Stans nach Engelberg eröffnet wurde, verlor die StSt durch diese Konkurrenzsituation einen Teil ihrer Fahrgäste und wurde am 30. September 1903 stillgelegt.

## Infrastruktur
Es wurden Rillenschienen der Bauart Phoenix 2a mit einem Metergewicht von 24 Kilogramm verwendet. Die geraden Gleisjoche hatten eine Länge von neun Metern. Diese wurden nicht auf Schwellen verlegt, sondern nur mit Spurstangen verbunden, welche alle 2,25 Meter angebracht waren. Das Gleis war mit Strassenschotter bedeckt. Der Oberbau erwies sich als zu leicht, zudem war er mangelhaft verlegt. Es verursachte die ganze Betriebszeit über Probleme. Der kleinste Radius auf der Strecke betrug 50 Meter, der Radius der Weichen 40 Meter. Die drei Ausweichen hatten eine nutzbare Länge von rund 60 Metern. Sie befanden sich in der Station Stansstad, in Gerbi und vor der Stanserhornbahn in Stans. 
Die Oberleitung war an Holzmasten mit Stahlauslegern befestigt. Die Masten hatten einen Abstand von 30 bis 40 Metern und trugen eine eiserne Speiseleitung. Diese war im Abstand von hundert Metern mit der eindrähtigen Kupferfahrleitung verbunden. Die anfänglich an den Kreuzungsstellen vorhandenen Luftweichen der Oberleitung wurden infolge ständiger Störungen abgebaut, so dass einer der Triebwagen seinen Stangenstromabnehmer mit Schleifstück von der Fahrleitung nehmen musste, wenn eine Kreuzung anstand. 
Das zweiständige Depot befand sich neben der Stanserhornbahn, es war über eine Drehscheibe mit dem Ausweichgleis verbunden.

## Fahrzeuge

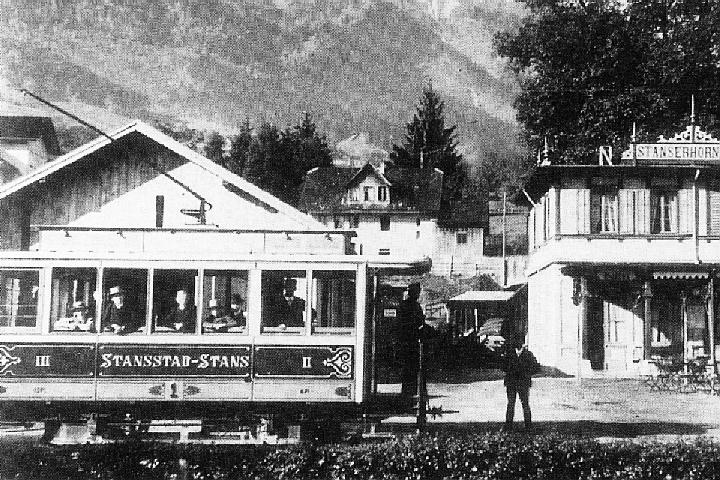
Motorwagen Serie StSt BCe 1/2 der Strassenbahn Stansstad–Stans (StSt) im Zeitraum 1893 bis 1903 in Stans

Es wurden drei zweiachsige Triebwagen sowie zwei Beiwagen und zwei Güterwagen angeschafft. Die drei zweiklassigen Triebwagen BCe 1/2 1 bis 3 lieferte die Schweizerische Industrie-Gesellschaft (SIG). Die beiden Personenwagen B2 11 und 12 stammten ebenfalls von SIG und waren offene Sommerwagen. Ihr Untergestell entsprach dem der Motorwagen. Sie hatten 18 Sitzplätze zweiter Klasse. Die Güterwagen hatten einen Achsstand von zwei Metern und eine Gesamtlänge von vier Metern. Der gedeckte Güterwagen K 21 hatte wie der offene Güterwagen L 22 eine Tragkraft von fünf Tonnen.
Der B2 11 bekam 1894 einsetzbare Fenster und wurde, wie auch der zwischenzeitlich zum BCe 2/2 umgebaute Motorwagen Nr. 1, an die damalige Trambahn Luzern (TrL) verkauft. In Luzern war Triebwagen 1 zum Anhänger C 50 umgebaut und war bis 1945 im Einsatz. B 11 war C 51 in Luzern und war auch 1945 ausrangiert. Der K 21 wurde 1900 ausrangiert und abgebrochen, und der L 22 zu L 21 umgezeichnet und 1905 an eine Privatperson in Giswil verkauft. Ihr weiterer Verbleib ist nicht überliefert.